# Dotzigen
Dotzigen (toponimo tedesco) è un comune svizzero di 1 492 abitanti del Canton Berna, nella regione del Seeland (circondario del Seeland).

## Monumenti e luoghi d'interesse

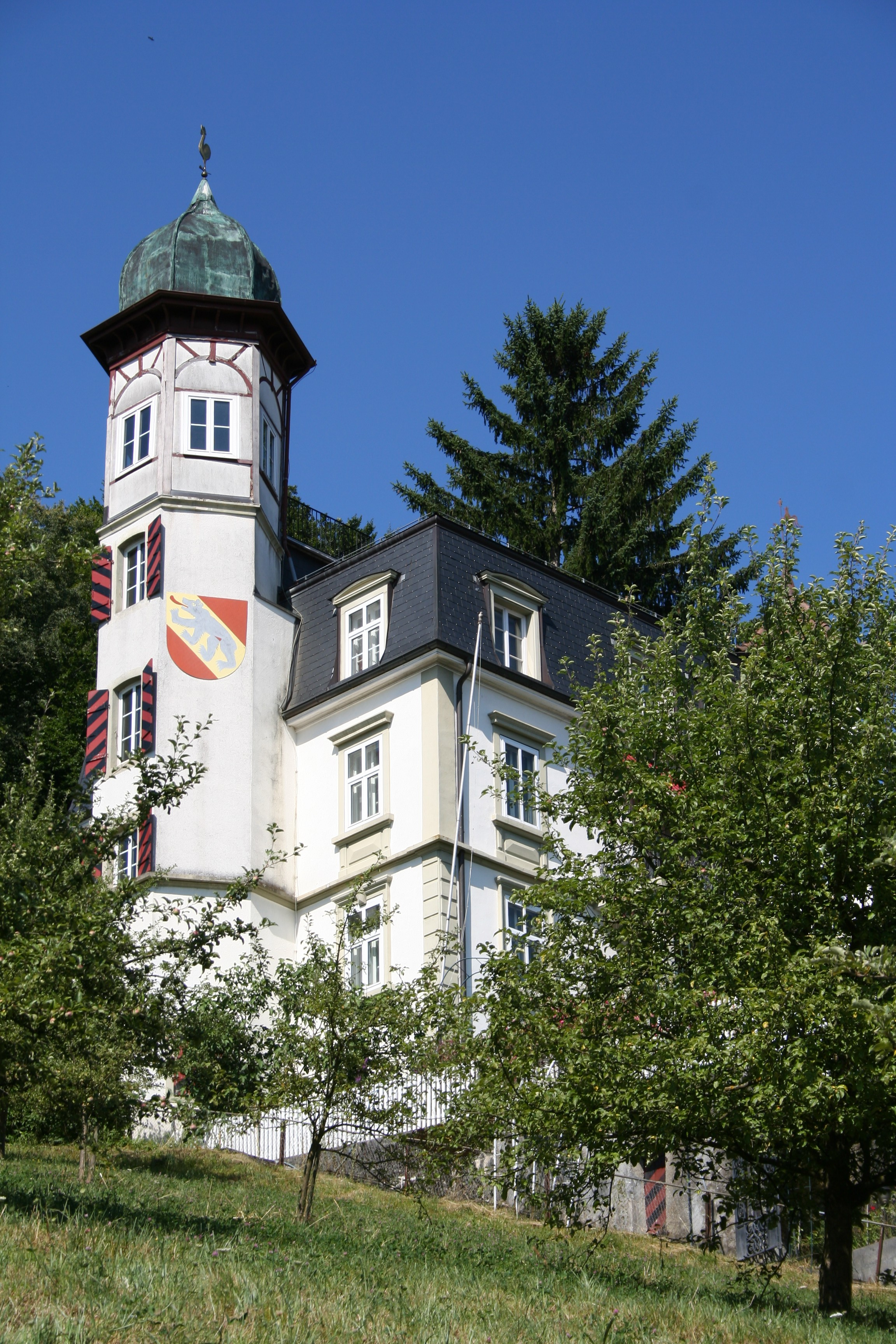
Il castello di Dotzigen

- Chiesa riformata (già di San Maurizio), attestata 1244[1];
- Castello di Dotzigen, eretto nel 1898[1].

## Società

### Evoluzione demografica
L'evoluzione demografica è riportata nella seguente tabella:
Abitanti censiti

## Infrastrutture e trasporti
Dotzigen è servito dall'omonima stazione sulla ferrovia Lyss-Soletta.

## Amministrazione
Ogni famiglia originaria del luogo fa parte del cosiddetto comune patriziale e ha la responsabilità della manutenzione di ogni bene comune.